# جان اسمیت استوارت
جان اسمیت استوارت (انگلیسی: John Smith Stewart; ۱۸ مهٔ ۱۸۷۸ – ۱۴ اوت ۱۹۷۰) سیاست‌مدار اهل کانادا بود.